# Khirbet Zanuta
Khirbet Zanuta o Zanuta (àrab: خربة زنوتا, Ḫirbat Zanūtā) és una vila palestina de la governació d'Hebron, a Cisjordània, situada 20 kilòmetres al nord-oest d'Hebron. Limita amb ad-Dhahiriya i Khirbet Shweika al nord-oest i amb els assentaments israelians de Teneh Omarim a l'oest i Shim'a a l'est. La zona industrial de Meitarim just a l'est va ser construïda pels colons. La vila és adjacent a la Línia verda. Segons l'Oficina Central Palestina d'Estadístiques tenia 6 habitants en 1997 que augmentaren a 60 habitants en 2007 i 130 habitants el 2013. Les principals famílies residents són els as-Samamera, al-Tel, al-Batat i al-Qaysiyah. En 2012 el nombre de famílies registrades a Zanuta era de 27.
No hi ha escoles, centres d'atenció mèdica o farmàcies a Khirbet Zanuta i els residents recorren 10 quilòmetres fins Ad-Dhahiriya per obtenir aquests serveis. L'agricultura és la principal activitat econòmica, que empra la majoria dels residents treballadors del poble. L'àrea total de la terra és d'aproximadament 12,000 dúnams, dels quals aproximadament 3.000 es conreen. Gran part de l'àrea de la terra restant es consideren «espais oberts», mentre que un dúnam és classificat com a sòl urbà. Les autoritats israelianes estan pressionant als residents perquè se'n vagin.

## Història
Els trossos de ceràmica a Zanuta indiquen un assentament continu des de l'edat del ferro i l'arqueòleg Avi Ofer ha proposat una identificació del lloc amb Dana en el cinquè grup de ciutats de Judea al sud dels turons d'Hebron. Algunes de les ruïnes aparentment daten del període romà d'Orient, però també hi ha indicis de la recent destrucció d'un poble. S'hi ha trobat ceràmica romana d'Orient.
L'explorador francès Victor Guérin va visitar el lloc el 1863 i va descriure les seves ruïnes, que estaven esteses sobre el cim i els flancs del turó.
Zanuta va ser un assentament cova de pobladors locals que va precedir tant a la fundació d'Israel (1948) com a la ocupació de Cisjordània per Israel després de la Guerra dels Sis Dies en 1967, i els estudis arqueològics testimonien una habitatge contínuainu en el lloc des del període romà d'Orient fins a l'Imperi Otomà, quan va acabar disminuint «un assentament de pastors i fellahs que vivien a les restes de les antigues estructures i les coves residencials al costat d'ells, de famílies» que, segons Shuli Hartman, van arribar a les coves des de la propera ciutat d'Ad-Dhahiriya al començament del segle xx. David Grossman escriu que era un assentament de coves grans a principis de 1800. Quan les coves esdevingueren inhabitables en la dècada de 1980, els vilatans van construir cases de pedra amb sostres de plàstic i llauna per a mantenir-se a casa i mantenien les coves com a refugis per a les seves ovelles.

## Moviments per demolir el poble
El 2007, els residents de Zanuta, assistits per l'Associació pels Drets Civils a Israel, van presentar una petició conjunta a la Cort Suprema d'Israel que demanava que l'administració civil els proporcionés un pla de construcció complet. Com a resultat de la petició van rebre una ordre provisional del tribunal.
En 2011 l'ONG israeliana Regavim, l'objectiu de la qual és, segons Hass, «protegir el que anomena terra nacional (jueva) i demolir estructures palestines construïdes sense permís», va ressuscitar el cas, presentant una sol·licitud amicus curiae, a la qual l'estat d'Israel va enviar una resposta completa a la petició dels vilatans de Zanuta.
Com a una dotzena de pobles a les colines del sud d'Hebron, Zanuta ha estat planificada per demolició per part de les Forces de Defensa d'Israel i els vilatans han de ser expulsats de l'Àrea C a zones sota l'autoritat palestina. L'administració civil israeliana afirma que l'ordre de demolició està relacionada amb el fet que es troba directament sobre un jaciment arqueològic, ja reconegut sota el mandat mandat britànic i, per tant es descarta la regularització de les estructures del poble. L'arqueòleg Avi Ofer, que va fer la seva investigació doctoral a la zona, ha expressat sorpresa per la mesura de la zona de 120 dúnams (30 acres), definida com a «jaciment arqueològic de Zanuta» per part de l'Administració Civil. Segons la seva opinió, el lloc real cobreix la meitat o menys d'aquesta mida.
Un pastor va dir a The Guardian: «No tenim més remei que estar aquí, aquí hem estat criats i aquí és com vivim […] L'únic que sabem és fer és criar ovelles. Només podem fer-ho aquí».
Segons Amira Hass, mentre demanen la demolició dels pobles palestins, les autoritats israelianes han aprovat la construcció d'assentaments jueus en jaciments arqueològics més imponents, com l'assentament de Tel Rumeida a Hebron, o a la mateixa Jerusalem. L'estat va declarar que els militars no estaven obligats a trobar una solució per als vilatans, i demanà que es traslladessin a ad-Dhahiriya. En resposta a les peticions dels habitants del poble, el Tribunal Suprem va declarar que l'estat tenia 30 dies per trobar una solució a l'impasse ja sigui proporcionant permisos o arranjaments apropiats per als vilatans.
El 29 d'agost de 2012, l'administració governamental israeliana a Cisjordània va destruir dues cisternes, algunes utilitzades per a captar aigua de pluja, utilitzades pels pastors i agricultors de Khirbet Zanuta. Unes altres tres van ser destruïdes a la propera Khirbet Anizat. Plegats van perdre cinc ovelles, dues tendes de campanya, una caseta d'estany i dos cobertes d'emmagatzematge d'aliments improvisats. Segons els residents de Khirbet Zanuta, una de les cisternes tenia centenars d'anys. Algunes de les cisternes foren construïdes amb l'ajuda d'una ONG polonesa.